# Gavião
Gavião este un oraș în statul Bahia (BA) din Brazilia.